# Земо-Телети
Земо-Телети (груз. ზემო თელეთი) — село в Грузии, на территории Гардабанского муниципалитета края (мхаре) Квемо-Картли.

## География
Село находится в юго-восточной части Грузии, на южном склоне горы Шавнабади, на расстоянии приблизительно 28 километров (по прямой) к северо-западу от города Гардабани, административного центра муниципалитета. Абсолютная высота — 685 метров над уровнем моря.

## Население
По результатам официальной переписи населения 2014 года в Земо-Телети проживало 890 человек (447 мужчин и 443 женщины). В национальной структуре населения грузины составляли 99,6 %.
| Год  | Население, человек |
| ---- | ------------------ |
| 2002 | 847                |
| 2014 | ↗ 890              |